# Menashe Halpern
Pour les articles homonymes, voir Halpern.
Menashe Halpern, né le 10 novembre 1871 à Chepetivka, à cette époque dans l'Empire russe, aujourd'hui en Ukraine, et décédé le 9 janvier 1960 à São Paulo, était un écrivain de langue yiddish.

## Biographie
Menashe Halpern est né le 10 novembre 1871 à Chepetivka. Son père était Solomon Halpern, propriétaire d'une usine de briques, sa mère Rahil Sternik. De manière générale, sa famille était aisée et il a été éduqué à domicile par un précepteur. En 1892, il s'est marié à la fille de Naftuli Kormanski, grand commerçant en céréales à Edineț, aujourd'hui en Moldavie, moyennant quoi il s'est beaucoup déplacé dans toute l'Europe.
Sa famille a déménagé à Ciornîi Ostrov dans l'Oblast de Lviv puis à Broniwka dans l'Oblast de Khmelnytskyï, lui a commencé à travailler dans le négoce de céréales et s'est lié d'amitié avec Yehouda Steinberg, avec qui il a fondé une bibliothèque et travaillé à l'école élémentaire Talmud Torah, toujours à Edineț. À la suite d'une visite, il envoya des textes de Steinberg, qui furent publiés rapidement, à Varsovie, avec les siens, qui après un avis favorable d'Isaac Leib Peretz et de Jacob Dinezon, furent publiés en 1899.
Par la suite, il n'a jamais cessé de publier des textes de toutes sortes dans la presse yiddish à travers le monde : après son premier conte Shiboles oder svoles (Schibboleth ou patience) dans Der Yud en 1899, il a écrit pour Der arbeter, Die tsukunft, Forverts, Idischer remfer à New York, Gutmorgen et Sholem-aleykhem à Odessa, Di naye velt à Varsovie, Avangard à Buenos Aires, Togblat à Petrograd, Vokhnblat et Idishe folkstsaytung à Rio de Janeiro et d'autres, sous de nombreux pseudonymes.
Les années suivantes furent mouvementées, entre autres du fait de l'instabilité illustrée par le pogrom de Chişinău de 1903. Menashe Halpern a multiplié les résidences et les activités : Suwałki, Hambourg, Budapest, Vienne, New York, Brasilia, Suisse, agronomie, publications dans la presse yiddish de Bessarabie, banque.
En 1908, il est revenu au sein de l'Empire russe et s'est établi à Moscou. Il y a acheté les éditions Haver [Camarade] de l'homme de presse Herz Aktsin et y a publié en 1917 son premier recueil de poésies et de contes, Zilber-hor [Cheveu d'argent], ainsi que d'autres écrivains, comme Zusman Segalovitch avec son recueil Di Vant. Son entreprise a été nationalisée après la révolution d'Octobre.
Il déménagea alors à Petrograd, publia dans le Petrograder togblat, puis revint à Moscou en 1918, où il fonda le Cercle moscovite d'écrivains et artistes juifs avec El Lissitzky, Moishe Broderzon et Daniel Charney. Dans ce cadre, il publia la même année avec Moishe Broderzon, Daniel Charney et Gershon Broyde un recueil de poèmes intitulé Zalbefert [Tous les quatre] d'inspiration futuriste et qui fut un peu le pendant en yiddish du recueil  en russe de Velimir Khlebnikov, Alexeï Kroutchenykh et Elena Gouraud intitulé [Tous trois] en 1913. Par la suite, il a émigré à Kiev, à Vienne en 1925, puis finalement au Brésil. En 1931 il fut délégué au dix-septième congrès sioniste de Bâle.
Menashe Halpern n'a pas cessé d'être un acteur de premier plan de la littérature yiddish au Brésil. Il figure entre autres parmi les fondateurs en 1927 (premier numéro le 20 décembre) à Rio de Janeiro du bihebdomadaire Iidische Folkszeitung.

## Influence
Les mémoires de Menashe Halpern fournissent de précieux renseignements non seulement sur la littérature yiddish et sa critique, mais aussi sur sa perception, sa portée populaire. Elles ont notamment suscité un débat sur l’œuvre de Nahum Meir Schaikewitz et la nécessité ou non de déterminer un canon de la littérature populaire en langue yiddish.
Une de ses filles, Revekka Galperina, est devenue en Union soviétique une traductrice littéraire de premier plan en langue russe, parmi les plus appréciées, notamment depuis l'anglais ou l'allemand, essentiellement des grands noms de la littérature universelle. Ses dizaines d'ouvrages ont souvent connu plusieurs rééditions, elle-même parlait douze langues.

## Œuvres
- Zilber-hor [Cheveux d'argent], Moscou, 1917.
- Mayselakh, contes, Moscou, 1918.
- Zalbefert [Tous les quatre] avec Moishe Broderzon, Gershon Broyde et Daniel Charney, Moscou, 1918.
- Fun altn brunem [De la vielle fontaine], Rio de Janeiro, 1934.
- Parmetn, zikhroynes un shilderungen [Parchemins, mémoires et descriptions], São Paulo, 1952.
- Lider, anthologie de ses poèmes, São Paulo, 1959.